# 超級機器人大戰原創世紀2
《超級機器人大戰ORIGINAL GENERATION2》是日本遊戲商萬普在2005年2月3日所發行的Game Boy Advance機型專用戰略角色扮演遊戲，《超級機器人大戰ORIGINAL GENERATION》的續篇。簡稱「機戰OG2」「SRWOG2」。

## 概要
由SD化的機器人們共演的跨作品遊戲「超級機器人大戰系列」中，取出該系列和其相關作品中的原創角色們，單獨組成的ORIGINAL GENERATION系列中的一作。《超級機器人大戰ORIGINAL GENERATION》（下稱前作）的續篇。全43話／54關。
故事維持前作的萬普原創路線，新加入《超級機器人大戰A》和《第2次超級機器人大戰α》中的登場角色與機體。劇情以《超級機器人大戰IMPACT》和《超級機器人大戰A》中的原創段落為中心展開，也和《英雄戰記 奧林匹斯計劃》有很深的關係。本作不存在特定的主角，沒有像前作一般因選擇不同主角造成路線分歧。
在內容方面，大部分的機體圖像都重新繪製，戰鬥動畫也進行強化。前作大多數駕駛員都沒有的Cut-in戰鬥特寫，在本作則是幾乎人人都有。戰鬥BGM能依據機體或駕駛員，有複數的曲目供選擇。
2007年6月28日，PS2用的重製版《超級機器人大戰OG ORIGINAL GENERATIONS》（下稱《OGS》）發售。其劇情涵蓋前作、本作（OG2）、本作的OVA動畫《超級機器人大戰ORIGINAL GENERATION THE ANIMATION》和廣播劇CD。

## 劇情簡介
新西歷187年，向連邦政府掀起反旗的神聖十字軍（日语：ディバイン・クルセイダーズ、通稱DC）的「DC戰爭」，以及與外星人「侵略者（日语：エアロゲイター）」進行的「L5戰役」終結的半年後，地球連邦政府組織迎向再編，布萊恩·米德克里德（日语：ブライアン・ミッドクリッド）就任地球連邦政府大總統。他向地球連邦議會公佈了L5戰役的情報，並發表《東京宣言》：對社會大眾公開了地球外知性生命的存在以及它們對地球人類的威脅。隨著布萊恩大總統的地球圈一致團結呼籲下，連邦軍進行了組織改組與軍備增強計畫：《神盾計畫（日语：イージス計画）》。人型機動兵器的開發量產、地球圈防衛網的補強……等工作不停得在進行著。但是，暗處的勢力依然在檯面下蠢蠢欲動，地球漸漸陷入了迷亂的漩渦……
故事講述前作結局半年後，地球人類經歷了「DC戰爭」而團結，並抵抗了「侵略者」大規模侵襲而獲得喘息的空間，但內憂外患卻依然接踵而來。DC殘黨佔據了地球搖籃並重組「新生DC（日语：ノイエDC）」，連邦政府發生政變，布萊恩大總統下台，連邦軍被徹底排斥外星人的鷹派掌握。另一個外星勢力「監察官（日语：インスペクター）」大規模侵犯地球圈，從平行世界來追求戰爭的「影鏡（日语：シャドウミラー）」與將人類判定為「宇宙不需要的存在」的「原生種（日语：アインスト）」也接連浮現。描述鋼鐵號與飛龍改四處征討，從各勢力手下守護和平的故事。

## 參戰作品
- DC戰爭系列／魔裝機神系列
  - 第2次超級機器人大戰
  - 第3次超級機器人大戰
  - 第4次超級機器人大戰／F／F完結篇
- α系列
  - 超級機器人大戰α
  - 超級機器人大戰α外傳
  - 第2次超級機器人大戰α
- 其他超級機器人大戰系列作品
  - 超級機器人大戰COMPACT2（日语：スーパーロボット大戦COMPACT2）／超級機器人大戰IMPACT（日语：スーパーロボット大戦IMPACT）
  - 新超級機器人大戰（日语：新スーパーロボット大戦）
  - 超級機器人大戰A （新參戰）
- 超級機器人大戰系列以外作品
  - 英雄戰記 奧林匹斯計劃（日语：ヒーロー戦記 プロジェクト オリュンポス）

### 封面登場機体
括號內為該機體初次登場作品。
- 古鐵巨人（超級機械人大戰COMPACT2）
- 安潔露可（超級機械人大戰A）
- 賽巴斯塔（魔裝機神 THE LORD OF ELEMENTAL）
- 超軍神（第2次超級機器人大戰α）
- 野伯勞（第2次超級機器人大戰α）

## 遊戲系統
此段落介紹本作新增、變更或獨有的系統。關於基本的機器人大戰系統請參照條目「超級機械人大戰系列的系統」和前作超級機器人大戰ORIGINAL GENERATION#遊戲系統。
遊戲系統基本上繼承前作，駕駛員能力上限達到400。新增連續攻擊，能以C屬性武器同時攻擊排成一列的敵人。援護技能改成援護攻擊和援護防禦分開。能學的特殊技能增加。中場畫面能賣掉強化零件和進行機體換裝。機體完全改造的話，能選擇裝甲值增加或掛載量增加等性能上升作為獎勵。前作擊墜數達到50固定獲得的出擊氣力+5的ACE獎勵，變成不同駕駛員能獲得不同能力，例如迴避上升、獲得資金增加等等。
玩到結局過關後，下次開始時追加不同的遊戲模式：第一次過關追加「EX困難模式」、EX困難模式過關後追加「特殊模式」。
EX困難模式
不能改造武器、培養駕駛員需要的PilotPoint量變兩倍、敵人和一般模式相比，機體多改造三階段、駕駛員擊墜數多30、不論熟練度高低，難易度固定在「難」。
特殊模式
全部的機體都能進行10階段的改造、開場時就持有全種類的換裝武器和強化零件各一個。

## 工作人員
製作人
寺田貴信
じっぱひとからげ
菊池博
總監
安斉誠
名倉正博
腳本
千住京太郎
なかの★陽
名倉正博
原創機體設計
宮武一貴
カトキハジメ（角木肇）
大河原邦男
齊藤和衛
藤井大誠
富士原昌幸
津島直人
大輪充
守谷淳一
安藤弘
小野聖二
金丸仁
小林淳
土屋英寛
原創人物設計
河野さち子

## 相關宣傳

### 電視廣告
本作的電視廣告，由擔任SRW形象女孩的加藤夏希cosplay登場角色「拉米亞·拉布雷斯（ラミア・ラヴレス）」進行演出。

### PV歌曲
PV歌曲為《超級機器人大戰IMPACT》的PV歌曲翻唱版「Machine Soul 2005」（歌手：田村美穗）

### 預約贈品
對預約首批商品的玩家加贈「SUPER ROBOT WARS ORIGINAL GENERATION 2 OFFICIAL BOOK & SPECIAL DVD」。

Official Book為A5大小、共58頁的設定資料集。DVD收綠OVA版的相關影像。

## 相關作品

### OVA
超級機器人大戰ORIGINAL GENERATION THE ANIMATION
2005年出品，全三話（DVD三片）。講述本作結局之後的故事。

### 電視動畫
超級機器人大戰OG -The Inspector-
2010年10月～2011年4月於日本播放。是將本作或《OGS》中的Inspector篇改編，重新詮釋的作品。

## 相關商品

### 攻略本
- 超級機器人大戰ORIGINAL GENERATION2　導航檔案（日语：スーパーロボット大戦ORIGINAL GENERATION2 ナビゲーションファイル） ISBN 9784047071704
- 超級機器人大戰ORIGINAL GENERATION2　完美導覽（日语：スーパーロボット大戦ORIGINAL GENERATION2 パーフェクトガイド） ISBN 9784797330946
- 超級機器人大戰ORIGINAL GENERATION2　完全解析檔案（日语：スーパーロボット大戦ORIGINAL GENERATION2 完全解析ファイル） ISBN 9784575164374
- 超級機器人大戰ORIGINAL GENERATION2　The·完全導覽（日语：スーパーロボット大戦ORIGINAL GENERATION2 ザ・コンプリートガイド） ISBN 9784840229319

### 二次創作漫畫
超級機器人大戰ORIGINAL GENERATION2 搞笑四格漫戰線（日语：スーパーロボット大戦ORIGINAL GENERATION2 ギャグ4コマ戦線）
2005年5月12日初版、雙葉社、アクションコミックスISBN 9784575939422
由複數作者二次創作的四格與短篇漫畫合集。
超級機器人大戰ORIGINAL GENERATION2 四格漫王（日语：スーパーロボット大戦ORIGINAL GENERATION2 4コマKINGS）
2005年6月15日初版、一迅社、DNAメディアコミックス。ISBN 9784758002523
由複數作者二次創作的四格漫畫合集。
超級機器人大戰ORIGINAL GENERATION2 漫畫選集（日语：スーパーロボット大戦ORIGINAL GENERATION2 コミックアンソロジー）
2005年5月15日初版、一迅社、DNAメディアコミックス。ISBN 9784758002479
由複數作者二次創作的短篇漫畫合集。